# Corfitz Beck-Friis (1801–1870)
Corfitz Beck-Friis, född 22 april 1801 i Börringe församling, Malmöhus län, död 16 september 1870 i Bosjöklosters församling, var en svensk greve och hovfunktionär.

## Biografi
Corfitz Beck-Friis föddes 1801 i Börringe socken. Han var son till Corfitz Ludvig Beck-Friis och friherrinnan Lovisa Thott. Beck-Friis blev 1815 student vid Lunds universitet och blev 1820 auskultant i Göta hovrätt. Han blev senare extraordinarie kanslist i Justitierevisionsexpeditionen och 15 april 1823 kammarherre. Vid faderns död 1834 upphöjdes han till greve. Han tilldelades 5 maj 1860 kommendör av Vasaorden och 3 mars 1868 riddare av Carl XIII:s orden. Beck-Friis avled [[1870 på Bosjökloster i Bosjöklosters socken.

### Egendom
Beck-Friis ägde Börringe kloster och Fiholm i Jäders socken.

### Familj
Beck-Friis gifte sig 22 april 1823 med sin svågers syster, grevinnan Eva Ulrika Barck (1795–1839), dotter till presidenten greve Nila Anton AAugustin Barck och Catharina Charlotta Trafvenfelt. De fick tillsammans barnen kbinettskammarherre Corfitz Augustin Beck-Friis (1824–1897), Lovisa Charlotta Beck-Friis (1827–1829), hovmarskalken Joachim Tawast Beck-Friis (1827–1888), Ulrika Lovisa Beck-Friis (1829–1829), Maria Sofia Beck-Friis (1831–1831) och ministern Lave Gustaf Beck-Friis (1834–1904).